# Stazione di Bari Sant'Andrea
La stazione di Bari Sant'Andrea era una stazione ferroviaria posta sulla linea Bari-Taranto delle FS e sulla Bari - Altamura delle FAL.

## Storia
La fermata di Bari Sant'Andrea delle Ferrovie dello Stato venne attivata il 1º aprile 1950; in seguito fu elevata al rango di stazione. Venne soppressa il 26 luglio 2020, in contemporanea con l'attivazione del nuovo tracciato a doppio binario della ferrovia Bari-Taranto.

## Strutture e impianti
La stazione era posta su due ferrovie, la Bari-Taranto delle Ferrovie dello Stato e la Bari-Matera delle Ferrovie Appulo Lucane, che in quel tratto corrono affiancate. All'interno si contavano 2 binari FS ed un binario FAL.